# Njáll og Bera
Njáll og Bera är en bergstopp i republiken Island. Den ligger i regionen Austurland, 400 km öster om huvudstaden Reykjavík. Toppen på Njáll og Bera är 1 020 meter över havet, eller 83 meter över den omgivande terrängen. Bredden vid basen är 0,99 km.
Trakten runt Njáll og Bera är nära nog obefolkad, med mindre än två invånare per kvadratkilometer. Närmaste större samhälle är Reyðarfjörður, omkring 14 kilometer norr om Njáll og Bera. Trakten runt Njáll og Bera består i huvudsak av gräsmarker.